# Bernhard-Riemann-Gymnasium
Das Bernhard-Riemann-Gymnasium ist ein Gymnasium in Scharnebeck. Die Schule bildet zusammen mit der Schule am Schiffshebewerk, einer Oberschule, das Schulzentrum Scharnebeck.

## Geschichte
Bis in die 1970er Jahre wurden die Schüler der Umgebung von Scharnebeck in die Gymnasien der Stadt Lüneburg aufgenommen. Anfang der 70er Jahre konnte die Stadt dies auf Grund von Raummangel nicht mehr leisten. Auf Initiative der Kreistagsabgeordneten Badekow und Moss wurde der Plan zur Errichtung eines neuen Gymnasiums gefertigt. Der Oberkreisdirektor Harries erhielt am 20. Juli 1972 die Erlaubnis des Kultusministers zum Aufbau des Gymnasiums.
Das erste Schuljahr begann 1972 mit drei Klassenräumen und einem Raum, welcher als Dienstzimmer des Schulleiters, Sekretariat, Lehrer- und Lernmittelzimmer genutzt wurde. 1972 gab es zwei fünfte und eine sechste Klasse, welche aus Schülern des Gymnasiums Oedeme bestand. Erster Direktor der Schule wurde Werner Otte. Otte wechselte 1976 zum Gymnasium Syke, ihm folgte  Harders als kommissarischer Leiter.  Zum 1. Mai 1977 wurde Horst Heuer zum neuen Schulleiter bestellt. Das erste Abitur wurde 1980 abgenommen. 1982 gab es 70 Lehrkräfte an der Schule. Im Januar 1986 starb der bisherige Schulleiter Heuer an den Folgen eines Verkehrsunfalls, kommissarischer Schulleiter wurde StD Dinse.
Am 6. August 1987 wurde Norbert Mischke als Oberstudiendirektor eingeführt.
Das namenlose Gymnasium wurde am 15. November 1999 auf den Namen Bernhard-Riemann-Gymnasium getauft.
Am 12. Juni 2008 wurde der Schulleiter von seiner Position abberufen.
Die Nachfolge trat Thomas Müller – anfangs kommissarisch an. Er ging im Februar 2023 in den Ruhestand. Seitdem wird das Bernhard-Riemann-Gymnasium kommissarisch vom stellvertretenden Schulleiter Frank Hämke geleitet.

## Bauliche Entwicklung
Die Schule wurde zwischen 2005 und 2010 umfassend saniert. Anfang 2010 wurde eine neue Mensa eröffnet. 2009 wurde der Neubau eingeweiht, wo sich nun die Biologie- und Kunstfachräume sowie die Kreisbibliothek befinden. 2020 konnte ein neuer Anbau mit 20 weiteren Klassenräumen eingeweiht werden.

## Wettbewerbserfolge
Das Bernhard-Riemann-Gymnasium nimmt regelmäßig an Wettbewerbern mit unterschiedlichem Fächerbezug teil und konnte dort verschiedene Erfolge auf regionaler Ebene, Landesebene und Bundesebene verbuchen, z. B.
2015 Schülerwettbewerb zur Politischen Bildung – 3. Platz Bundesebene
2015 Videowettbewerb Europa-Union Deutschland – 1. Platz beim Kreisverband Hamburg-Harburg
2016 Jugend debattiert – 1. Platz auf Landesebene und 2. Platz Bundesebene
2017 Videowettbewerb Europa-Union Deutschland – 1. Platz beim Kreisverband Hamburg-Harburg
2018 Jugend trainiert für Olympia – 1. Platz Bezirksebene
2018 Bundeswettbewerb Fremdsprachen – 3. Landesebene
2019 Plattdeutscher Vorlesewettbewerb – 3. Platz Kreisebene
2019 Landesfinale Turnen – 3. Platz Landesebene
2019 Schülerwettbewerb zur Politischen Bildung – 3. Platz Bundesebene
2019 Landesseminar der Internationalen Biologie-Olympiade (Platzierung in den Top 10 Niedersachsen)
2022 Schreibwettbewerb des Buddenbrookhauses (Platzierung in den Top 15)
2023 Jugend forscht: Regionalsieg, Landessieg und Sonderpreis der Wilhelm und Else Heraeus-Stiftung auf Bundesebene

## Schüleraustausche
Das Bernhard Riemann Gymnasium unterhält Partnerschaften und Austausche mit folgenden Schulen
- Derby Grammar School in Derby / Vereinigtes Königreich (seit 2000)
- ITC Enrico Tosi in Busto-Arsizio / Italien (seit 2000)
- No. Twelve Middle School in Wenzhou / China (seit 2011)
- Gimnazjum im. Powstanchow Wielkopolskych in Mieścisko / Polen (seit 2011)
- Colegio Sagrado Carazón de Jesús in Valencia / Spanien (seit 2011)
- Lycée Jean Zay in Orléans / Frankreich (seit 2022)
- Lyzeum in Kaliningrad / Russland (seit den 1990er Jahren, ausgesetzt seit 2022)

## Entwicklung der Schülerzahlen
Das erste Schuljahr des Gymnasiums 1972/73 bestand aus insgesamt 66 Schülern. Die Zahl stieg bereits im Folgejahr auf 205, davon 27 Schüler in der 7. Klasse. Die erste 11. Klasse gab es im Schuljahr 1977/1978. 33 Schüler besuchten die 11. Klasse, bei insgesamt 230 Schülern. Im Schuljahr 1979/1980 hatte die Schule mit 941 Schülern ihre vorläufig größte Belegung. In den Folgejahren sank die Zahl der Schüler, 1994/1996 auf 538 Schüler, und stieg erst ab 1997/98 wieder kontinuierlich an. Im Schuljahr 2006/07 besuchten 1.211 Schüler das Bernhard-Riemann-Gymnasium.

## Förderkreis
Informationen zum Förderkreis befinden sich auf der Website der Schule.